# Дворічанський національний природний парк
Дворічанський національний природний парк — природоохоронна, наукова, рекреаційна установа, розташована у північно-східній частині Харківської області, у Дворічанському районі. Парк створений задля вивчення, збереження та відтворення унікальних природних крейдяних комплексів, розташованих уздовж правого берега річки Оскіл.

## Історія
Унікальність флори крейдяних відслонень з давніх часів привертала увагу дослідників. Ще у XVIII сторіччі відомий дослідник Петр-Симон Паллас зауважив необхідність її вивчення. Вперше опис крейдяної флори було наведено у роботах видатних ботаніко-географів: А. М. Краснова (1893 р.), В. І. Талієва (1905 р.), Д. І. Литвинова (1902 р.), Є. М. Лавренка (1956 р.). У 1930-х роках видатний дослідник крейдяних відслонень Б. М. Козо-Полянський пропонував створення у Пооскіллі заповідника задля збереження рослинності, розповсюдженої на крейдяних відшаруваннях.
Цільові експедиційні роботи з вивчення видового складу почались лише у 2001 році і тривали майже десятиріччя. Проведені вони були силами викладачів та студентів університету ім. В. Н. Каразіна на чолі з професором кафедри зоології та екології тварин, доктором біологічних наук В. Токарським. Результатом досліджень стало виявлення унікальних для всього світу біоценозів. 2002 року був розроблений Проект створення Національного природного парку «Дворічанський», який було включено до Природоохоронної програми поліпшення екологічного стану в Харківській області. У травні 2002 року проект було затверджено сесією обласної ради. У наступні кілька років (з 2002 по 2004 рр.) проводились експедиції, спрямовані на визначення меж та вивчення флори та фауни майбутнього парку.
11 грудня 2009 року відповідно до Указу Президента України № 1044 був створений Дворічанський національний природний парк. Метою створення стало збереження своєрідної крейдяної флори, відтворення та раціональне використання цінних природних територій та об'єктів лісостепової зони, що мають важливе природоохоронне, рекреаційне та культурно-освітнє значення.

## Розташування, територія та функціональне зонування
Дворічанський національний природний парк знаходиться у Дворічанському районі Харківської області, та пролягає в межах двох сільських рад: Кам'янської та Пісківської. З півночі він обмежений державним кордоном із Російською Федерацією. До території парку прилягають декілька населених пунктів, зокрема він розміщується єдиним масивом у долині річки Оскіл між селами Новомлинськ (на півдні), Червоне Перше (на сході), Петрівка, Піски (на заході) та Тополі (у північній частині).

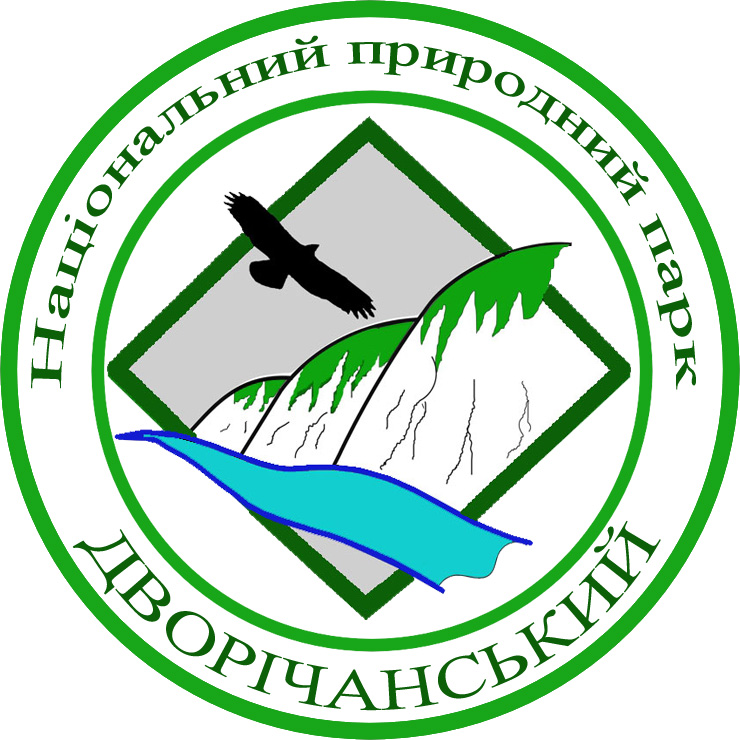
Логотип парку

Загальна площа парку становить 3131,2 гектари. З них 658,8 га надаються у постійне користування парку, а 2472,4 га — включаються до його складу без вилучення у землекористувачів.
Функціонально парк поділений на такі зони:
- заповідна (548,4 га, що становить 17,51 % загальної території);
- господарська (1791,3 га — 57,2 %);
- зона регульованої рекреації (721,1 га — 23,02 %);
- зона стаціонарної рекреації (70,4 га — 2,24 %).

Для кожної з існуючих зон визначено свій режим природокористування.
До складу парку входять два ботанічних заказника місцевого значення: «Червоний» та «Конопляне», територія яких цілком входить до заповідної зони парку.
Заказник «Червоний» був створений у 1984 році і має загальну площу 49,8 га. Він розташований на крейдяних схилах правого берега річки Оскіл, біля села Красне Перше. Серед флори заказника — багато реліктових, ендемічних та рідкісних видів рослин: для Харківської області — близько 15 видів є рідкісними, 4 види занесені до Європейського Червоного списку, 5 видів — до Червоної книги України.
Заказник «Конопляне» був створений у 1998 році і має загальну площу 315,9 га. Розташований між селищами Тополі та Кам'янка. Він є унікальним місцем зростання рідкісних та зникаючих рослинних угруповань крейдових степів, занесених до Зеленої книги України. Із представників флори заказника 6 видів занесені до Європейського Червоного списку, 4 види — до Червоної книги України, 7 видів — до Червоних списків Харківщини.

## Природні умови
Рельєф парку досить різноманітний. Головним ландшафтним об'єктом є крейдяні гори, що єдиним масивом йдуть із північно-східної у південно-західну частину парку вздовж річища Осколу. Це частка так званого крейдяного плеча, що тягнеться по лінії Вовчанськ — Куп'янськ — Сватове.
Окрасою парку є річка Оскіл — друга за величиною в області та найбільша ліва притока Сіверського Дінця. До складу парку входить приблизно 24-кілометрова ділянка її русла. Схили дуже відрізняються: правий дуже крутий, високий, а лівий навпаки, більш пологий. У долині річки розвинені тераси. Тут можна зустріти три їх типи: заплавні, надлучні (або піщані) та лісові (степові).
Також по території парку протікає кілька струмків, лівобережних приток Осколу, є кілька старичних та лиманних озер.
Загалом, переважає схиловий тип місцевості, що включає балки із донними та схиловими яругами, є й піщані степи та бори, заплавні луки, байрачні ліси та, звісно, відкриті крейдяні схили. Як наслідок донної ерозії (адже понад 22 млн років тому на цьому місці було палеогенове море), утворилися численні балки та долини.

## Флора
Дворічанський національний природний парк є унікальним для України. Адже завдяки тому, що крейдяні схили залишились у відносній недоторканності, збереглись й ендемічні представники рослинності.
Загалом не території парку станом на початок 2018 року налічують 974 види вищих рослин, нижчих рослин та грибів.
Серед 799 видів вищих судинних рослин мохоподібних 47 видів, 2 види належить до хвощеподібних, 3 — до папоротеподібних, 3 — до голонасінних, 742 видів — до покритонасінних. Оскільки дослідження ще тривають, на даний момент відомо про 63 види лишайників, 8 видів водоростей та 104 види грибів.
Є такі представники флори парку, що були занесені до офіційних охоронних переліків різного рівня, від українських до світових. Деякі перебувають у кількох переліках одночасно. Загалом, кількість видів, що підлягає охороні, налічує 107 видів рослин та 1 вид лишайнику.
Судинні рослини, що внесені до різних охоронних переліків:

Матіола запашна.

1. 76 видів занесені до Червоного списку Харківської області (2001 р.). Ось деякі з них:
  - сонянка крейдяна (Helianthemum cretaceum (Rupr.) Juz.),
  - матіола запашна,
  - півники карликові,
  - мигдаль степовий,
  - кермек донецький (Limonium donetzicum Klock.).
2. 37 видів — до Червоної книги України (2009 р.). Наприклад:
  - дворядник крейдяний,
  - переломник Козо-Полянського,
  - ковила волосиста,
  - гісоп крейдяний (Hyssopus cretaceus Dubjan.),
  - келерія Талієва (тонконог Талієва) (Koeleria talievii Lavrenko).
3. 6 видів — до Резолюції № 6 Бернської конвенції (1998 р.):
  - півонія тонколиста,
  - сон розкритий,
  - серпій різнолистий (Serratula lycopifolia (Vill.) A. Kern.),

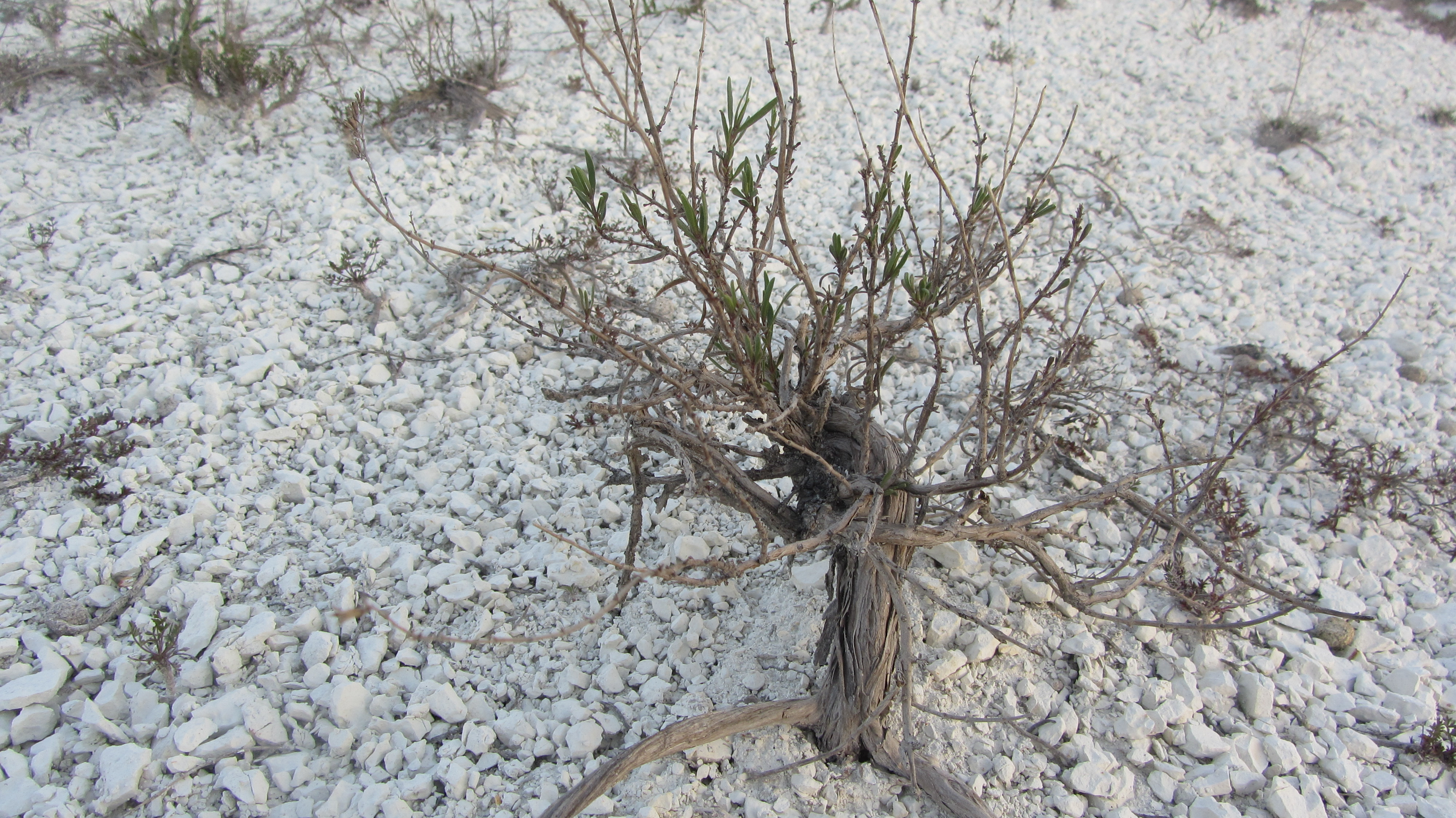
Гісоп крейдяний

  - катран татарський,
  - дзвінка лілієлиста. Гісоп крейдяний
4. 4 види — до Додатків Вашингтонської конвенції (CITES, 1973 р.):
  - горицвіт весняний,
  - коручка чемерникоподібна,
  - плодоріжка болотна,
  - гніздівка звичайна.
5. 3 види — до Європейського Червоного списку:
  - катран шорсткий,
  - переломник Козо-Полянського,
  - полин суцільнобілий.

До Червоної книги європейських бріофітів занесений один вид моху — Weissia levieri.
На Дворічанського національного парку знайдено 8 рідкісних видів водоростей, з яких 3 — занесені до Червоної книги України: батрахоспермум драглистий (Batrachospermum gelatinosum (L.) DC.), торея найрозгалуженіша, толіпела проліферуюча (Tolypella prolifera (Ziz. ex A. Braun) Leonhar.).
З лишайників рідкісним для України (занесений до Червоної книги України) є один вид — лептогій Шредера (Leptogium schraderi (Bernh.) Nyl).

## Фауна
На території парку постійно проводяться дослідження щодо вивчення тваринного світу. Станом на початок 2018 року на його теренах достовірно мешкає 2448 видів. Серед них 2220 видів безхребетних та 228 — хребетних.

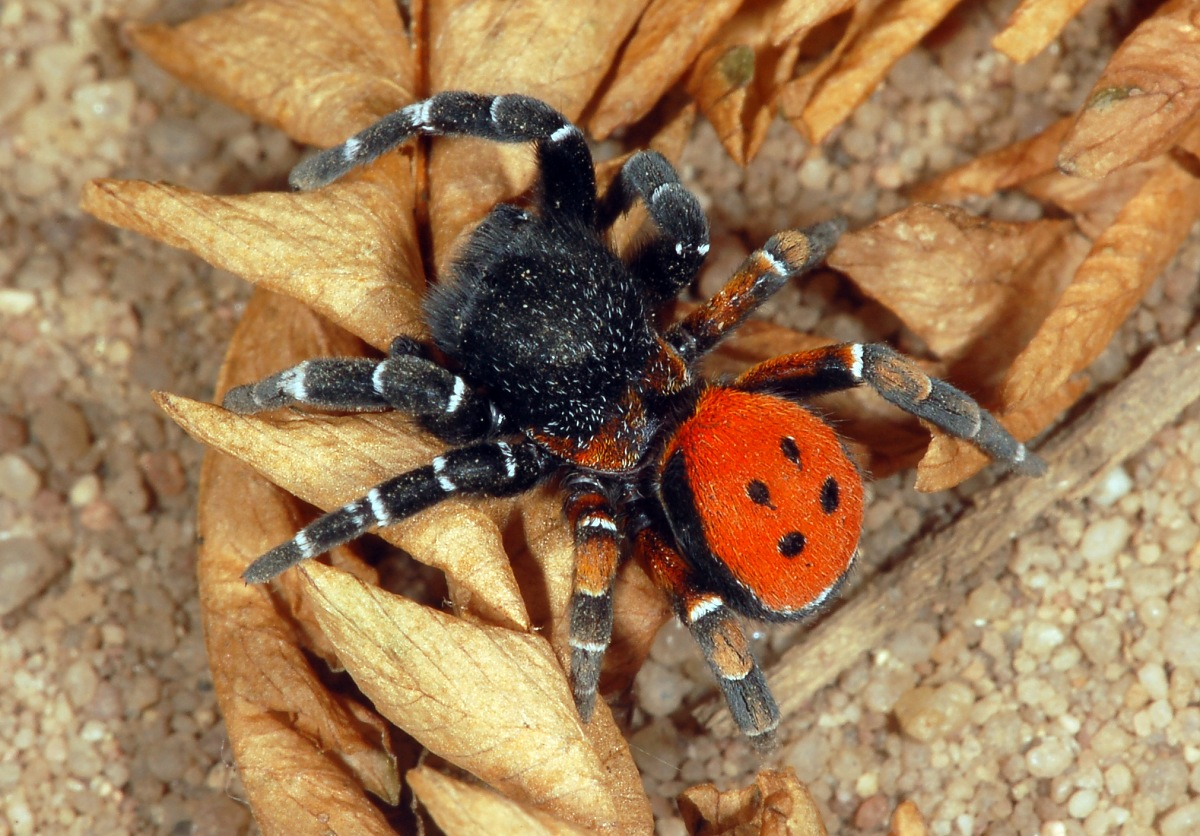
Ерезус чорний.

Загальна кількість видів, що включені до охоронних переліків різного рівню — 270. Нижче наводяться дані та деякі приклади представників фауни парку за різними охоронними переліками:
1. До Червоної книги Харківської області (2013 р.) занесено 117 видів:
  - молюски: дернівка тірольська (Vallonia enniensis (Gredler, 1856)),
  - ракоподібні: гмеліна маленька (Gmelina pusilla Sars, 1896),
  - павукоподібні: ерезус чорний (Eresus kollari Rossi, 1846),
  - комахи: подалірій,
  - міноги: мінога українська,
  - променепері риби: синець,
  - рептилії: ящурка різнобарвна,
  - птахи: гуска сіра,
  - ссавці: бабак.
2. До Червоної книги України (2009 р.) занесені 54 види: Мнемозина.
  - ракоподібні: гмеліна маленька,
  - комахи: дозорець-імператор,
  - міноги: мінога українська,

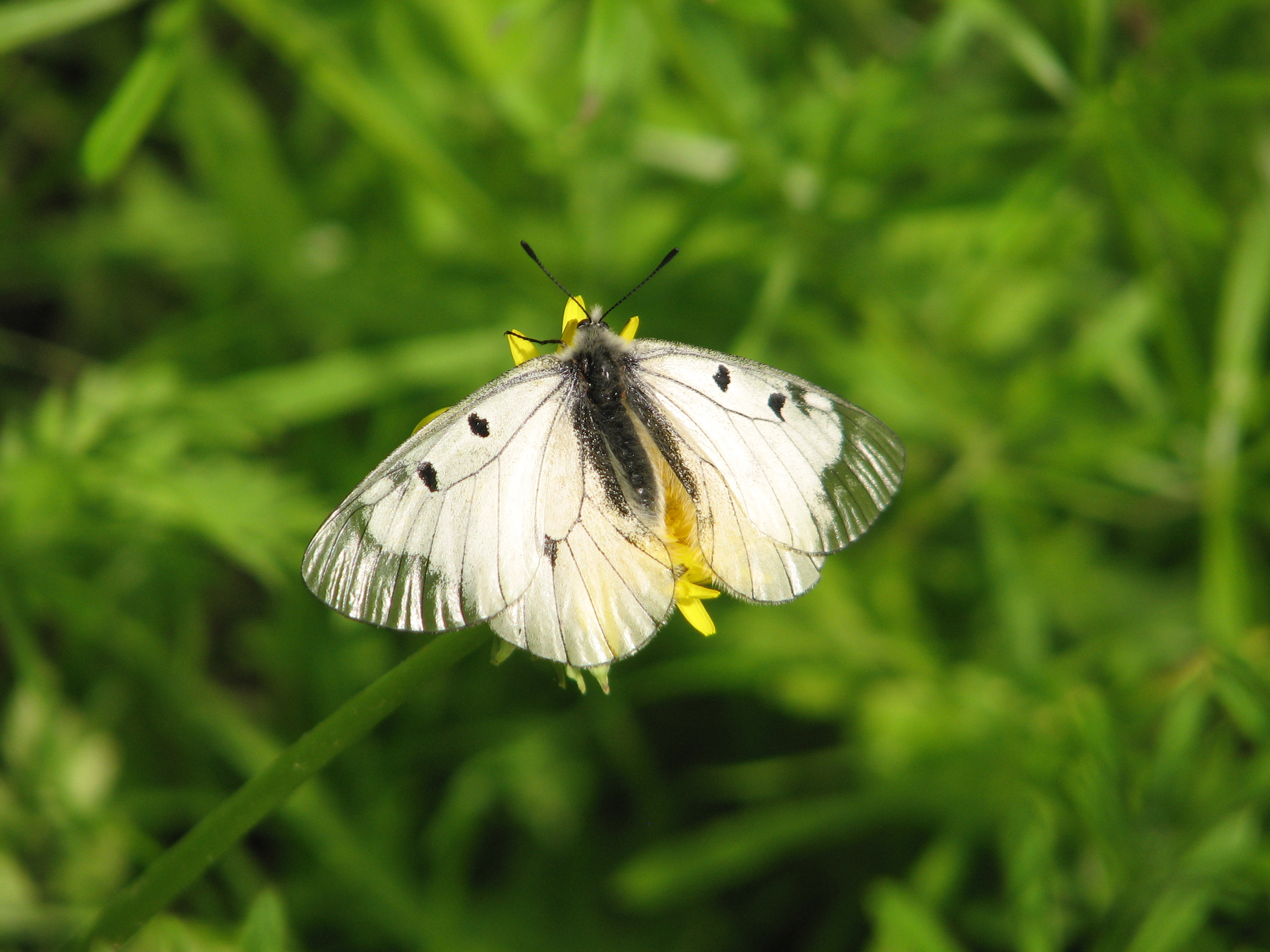
Мнемозина.

  - променепері риби: ялець Данилевського,
  - рептилії: мідянка звичайна,
  - птахи: скопа,
  - ссавці: тхір степовий.
3. До Додатків II та III Бернської конвенції занесені 207 видів:
  - комахи: мнемозина,
  - міноги: мінога українська,
  - променепері риби: гірчак європейський,
  - земноводні: тритон звичайний, Дідок жовтоногий.
  - рептилії: гадюка степова,
  - птахи: канюк звичайний,
  - ссавці: сарна європейська.

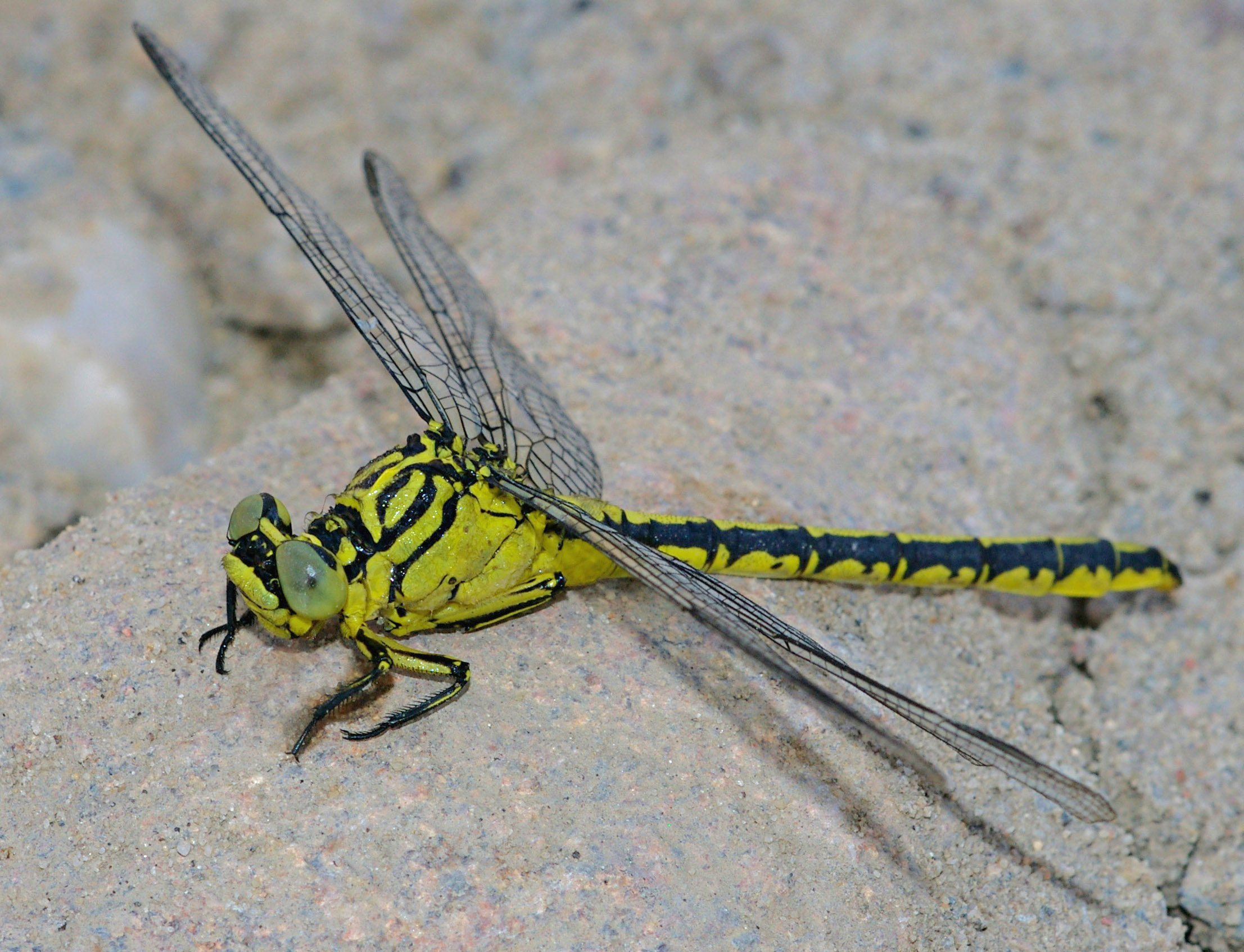
Дідок жовтоногий.

4. До Додатків I та II Боннської конвенції занесено 67 видів:
  - птахи: шуліка чорний,
  - ссавці: вухан бурий.
5. До Додатків I та II Вашингтонської Конвенції (CITES) занесені 26 видів:
  - птахи: орлан-білохвіст,
  - ссавці: вовк.
6. До Європейського Червоного списку (2011 р.) занесені 24 види:
  - молюски: завиток звужений (Vertigo angustior Jeffreys, 1830),
  - комахи: дідок жовтоногий (Gomphus flavipes (Carpentier, 1825)),
  - міноги: мінога українська,
  - рептилії: черепаха болотяна,
  - птахи: огар,
  - ссавці: видра річкова.

## Збереження природних середовищ
На теренах Дворічанського національного парку станом на 2018 рік налічують 18 типів зникаючих природних середовищ, відповідно до Резолюції № 4 [Архівовано 2 липня 2018 у Wayback Machine.] Постійного комітету Бернської Конвенції (1996).
З першою версією Тлумачного посібника оселищ Резолюції № 4 Бернської конвенції (адаптованого неофіційного українського перекладу з англійської) можна ознайомитись тут.

## Наукове значення
Дворічанський національний природний парк має унікальне наукове значення. На усій території України це єдине місце, де збереглась недоторкана природа крейдяних відслонень. Завдяки відносній віддаленості, антропогенний вплив на місцевість був мінімальний. Проводити дослідження у парку зацікавлені представники багатьох галузей науки.
У геолого-структурному відношенні територія парку розташована в межах Воронізької антеклізи, включаючи її південний схил. Виходи крейди на території парку використовуються як опірні в ході геологічних робіт, а викопні рештки головоногих молюсків допомагають визначати геологічний вік порід. Писальна крейда, як своєрідна гірська порода та палеогеографічний об'єкт, відображає морський режим седиментації. Цікавими для вивчення є й локальні прояви карстових процесів (карстові воронки, розширені тектонічні тріщини). Загалом, територія парку дуже цікава для геологічних досліджень та навчального геолого-географічного краєзнавства, адже збереглась в доброму стані.
Виідслоненнями крейди також обумовлена геоботанічна своєрідність території парку, яка полягає у формуванні специфічних фітоценозів. Ендемічна та реліктова рослинність парку також представляє інтерес для вивчення, адже деякі представники збереглись лише на цій території (як, наприклад, переломник Козо-Полянського, включений до Червоної книги України). Завдяки цьому цікавим парк є і для досліджень з ентомології. Адже зростання таких унікальних рослин надає змогу існування й унікальним комахам. (Метелик синявець піренейський, який також у Червоній книзі України, живе тільки там, де є переломник Козо-Полянського, оскільки тільки ним харчується.) Таким чином, на живому прикладі можна досліджувати не тільки окремі види, а й їхню взаємодію.
Цікаві спостереження та дослідження проводяться з орнітології, адже територія парку знаходиться на міграційному шляху птахів. Вчені мають змогу слідкувати за рідкісними для України птахами.
Дворічанський національний парк тісно співпрацює з науковцями із Харківського національного університету ім. В. Н. Каразіна та Харківського музею природи. Метою цієї співпраці є вивчення флори, фауни та природних умов, а також інвентаризація біогеоценозів парку.

## Рекреаційне значення
Парк має великий рекреаційний потенціал. Завдяки природно-кліматичним особливостям району, у середньому 80 днів на рік зберігаються сприятливі умови для відпочинку. Тут можна насолоджуватись не тільки мальовничими краєвидами, а й оздоровлюватись. Адже є джерела з лікувальною мінеральною водою, хлоридо-натрієвою за складом, яка, у свою чергу, сприятливо впливає на серцево-судинну систему та використовується при лікуванні легеневих захворювань, радикулітів, психоневрологічних порушень. Окрім цього, цілющим є й саме повітря, бо територія парку знаходиться у значній відстані від шкідливого виробництва, тому у екологічному плані це — одне з найчистіших місць в Україні.
Різноманітний рельєф створює умови для будь-якого відпочинку. Піщані пляжі та річка Оскіл для тих, хто любить засмагати та купатись; соснові ліси для охочих подихати цілющим повітрям, повним ефірних олій; існують спеціально відведені місця для кемпінгів, отже можна насолоджуватись природою стільки, скільки Ви забажаєте.
Для допитливих та тих, хто хоче дізнатися про парк, його флору та фауну більш детально, існують спеціально розроблені екостежки — «Крейдяна стежка» та «Урочище Заломне». «Крейдяна стежка» (5,2 км довжиною) йде поміж крейдяних відслонень та річкою Оскіл. Тому відвідувачі мають змогу ознайомитись одразу із крейдяними та із річковими біогеоценозами. Не треба забувати й про фантастичне поєднання білосніжних гір, смарагдових степів та синіх вод Осколу. «Урочище Заломне» (2,89 км довжиною) дає змогу познайомитись із лісовими та степовими біогеоценозами. Стежка проходить по старій просіці, але природа зберегла свій дикий вигляд. Ця тропа буде особливо цікава для тих, хто захоплюється грибами, адже тут зустрічається багато різних видів. Також відвідувачі можуть спробувати кришталево чистої води з лісового струмка та насолодитись співом лісових пахів.
У парку постійно розробляють нові рекреаційні заходи. У найближчому майбутньому буде облаштовано ще три пішохідні екостежки, прокладено маршрути для водних, кінних, лижних та велопрогулянок. Також планується розкриття й оздоровчого потенціалу території. Адже на даний момент існує тільки один оздоровчий табір для дітей (він належить до Управління Південної залізниці), але і той знаходиться в околицях парку. У планах відкриття дитячих літніх екотаборів вже на території, де діти зможуть не тільки оздоровитись та відпочити, а й дізнатися більше про тваринний та рослинний світ й навчитися жити у гармонії з природою.

## Контактна інформація
Смт Дворічна, вул. Слобожанська, б. 5, Харківська область, Дворічанський район, 62702.Сайт НПП "Дворічанський" [Архівовано 5 березня 2022 у Wayback Machine.]

## Галерея

Фотографії Парку
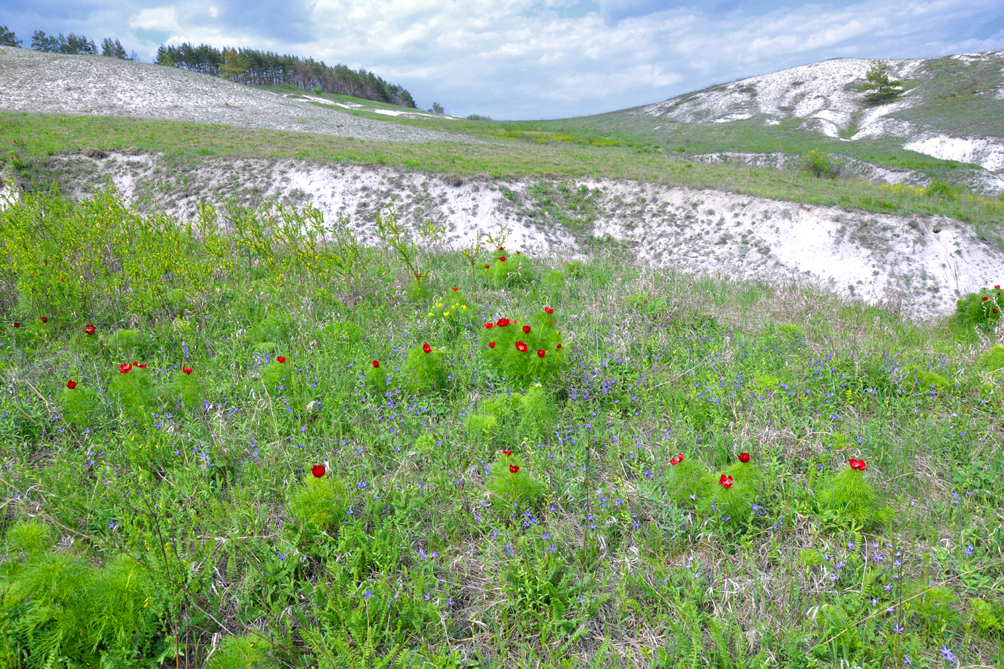
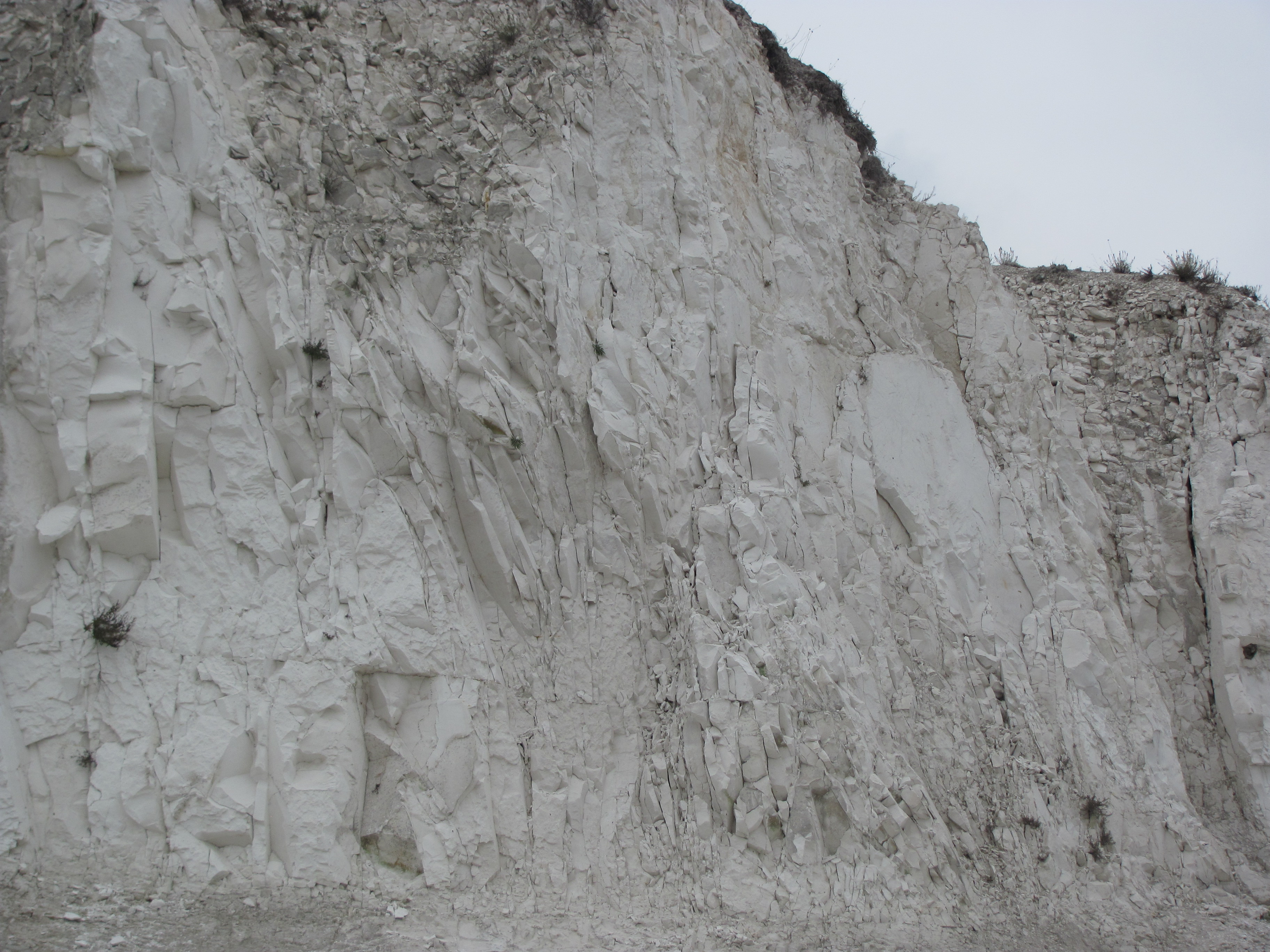
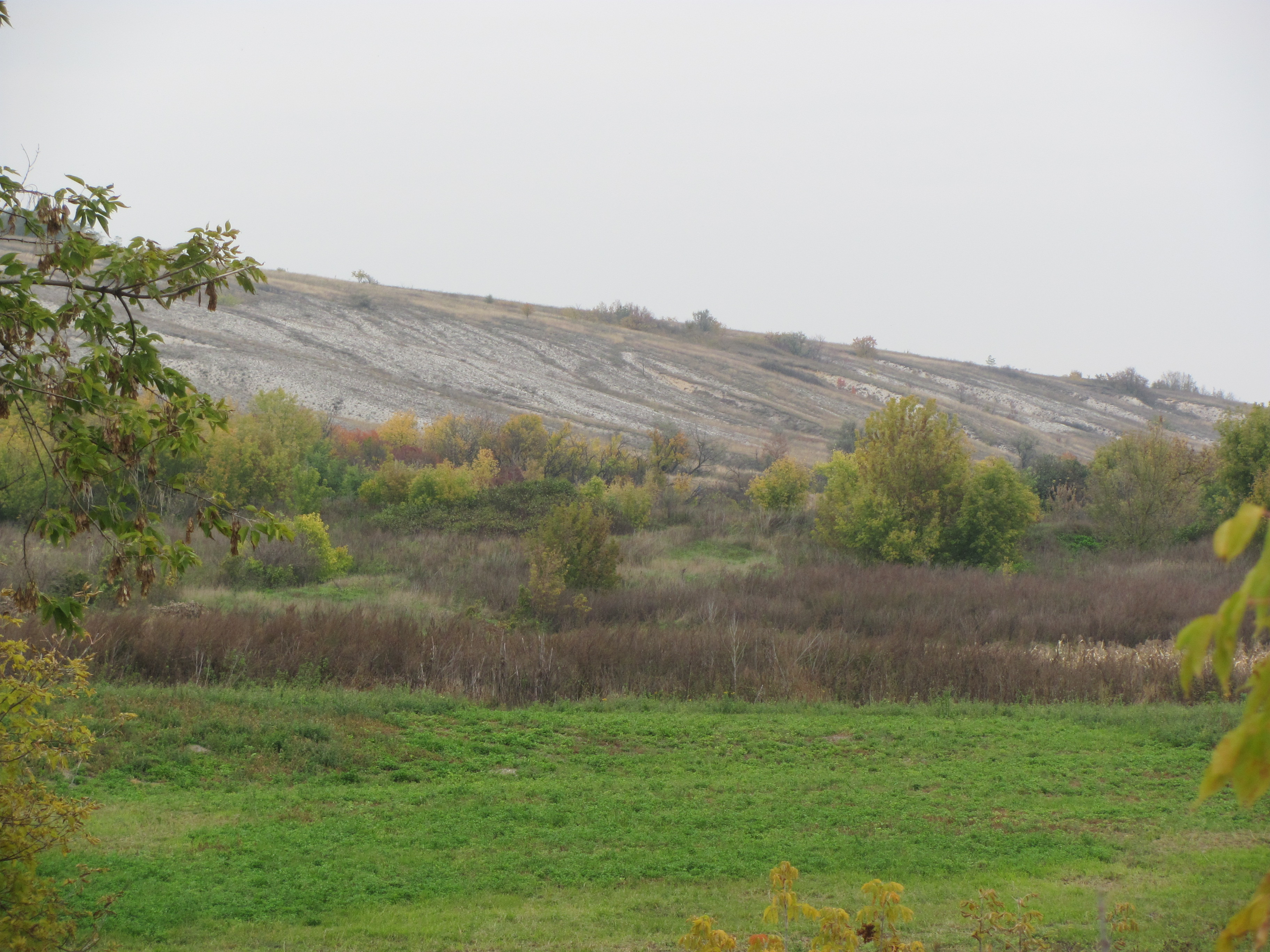
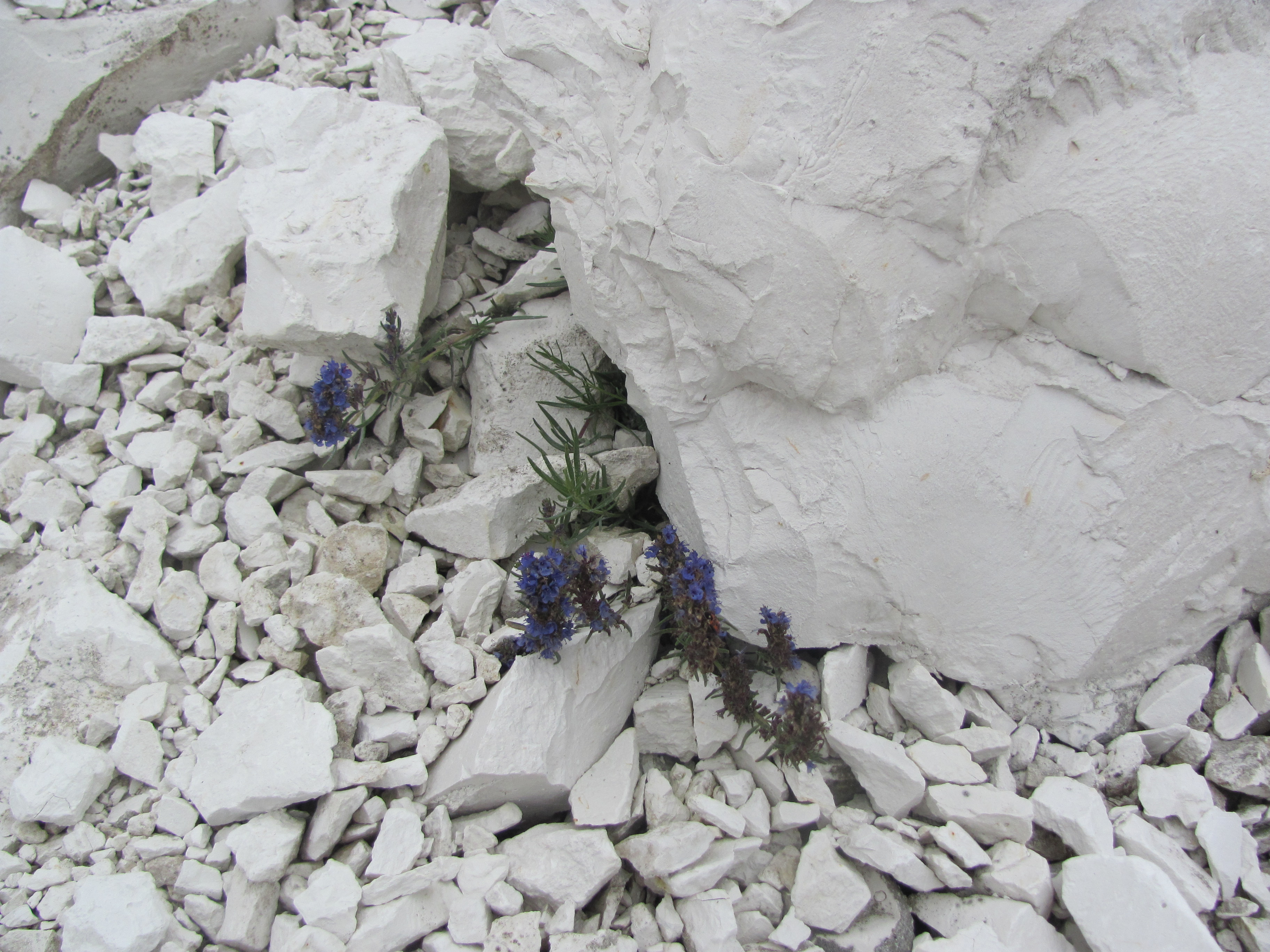
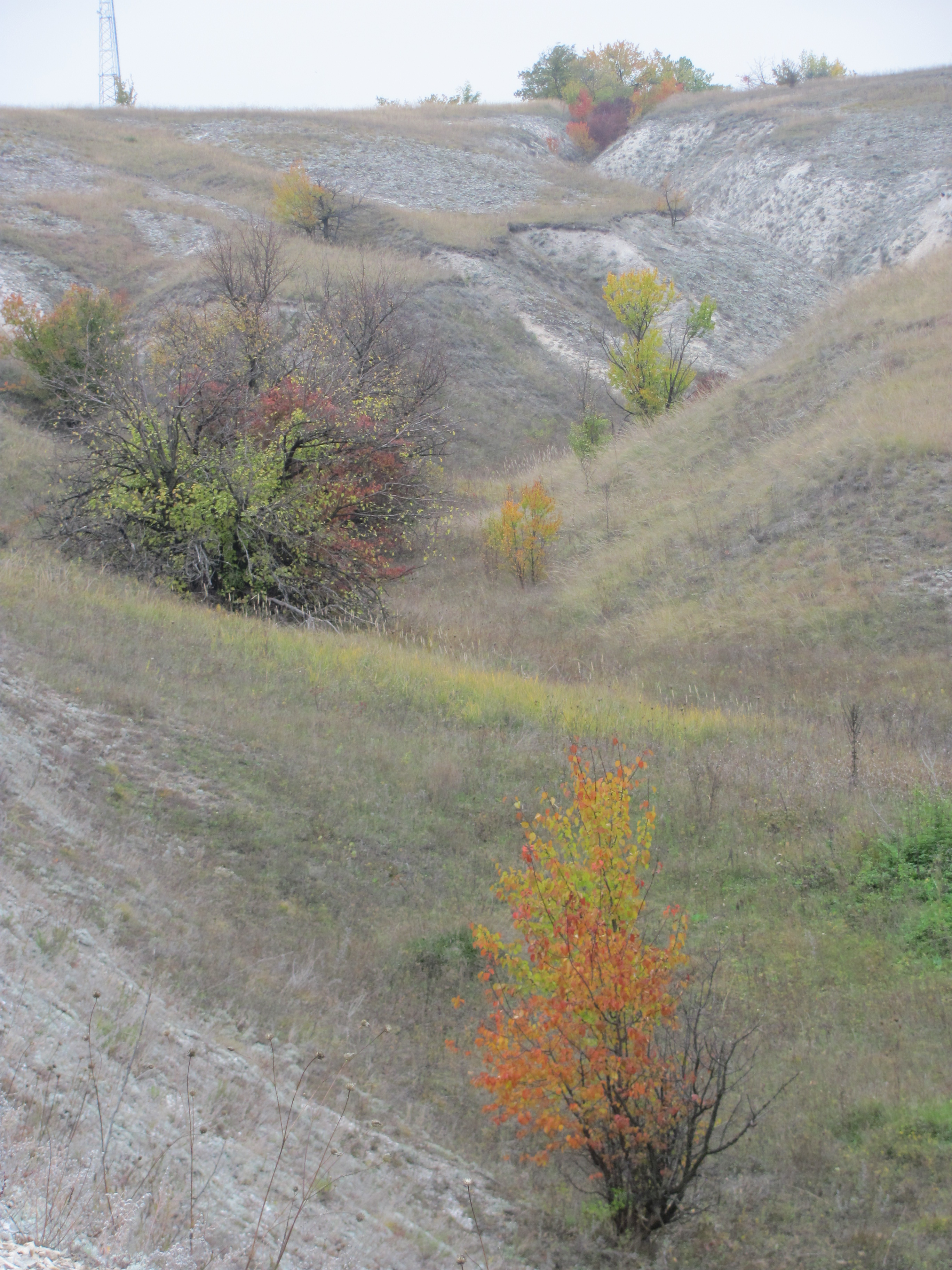
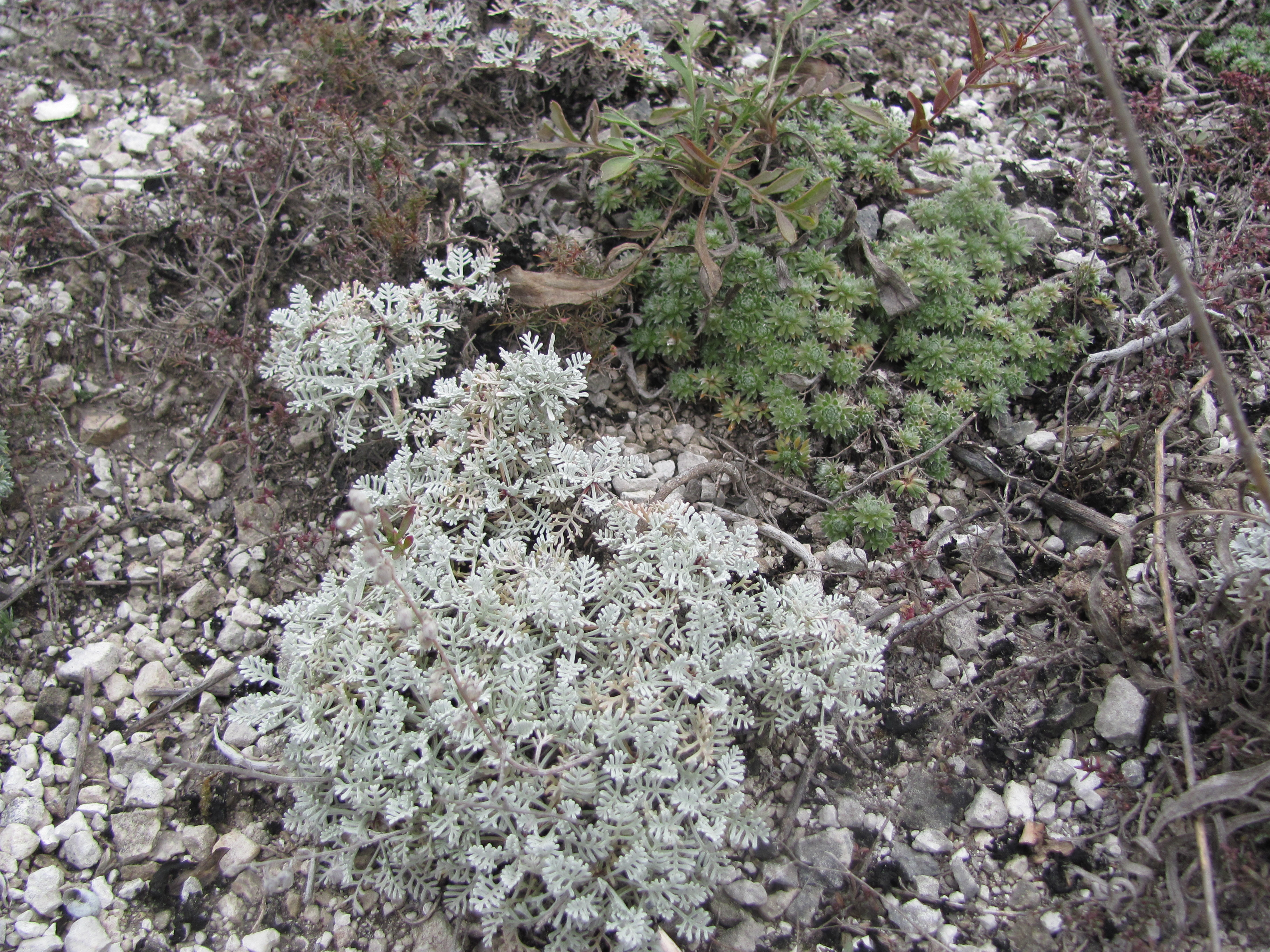
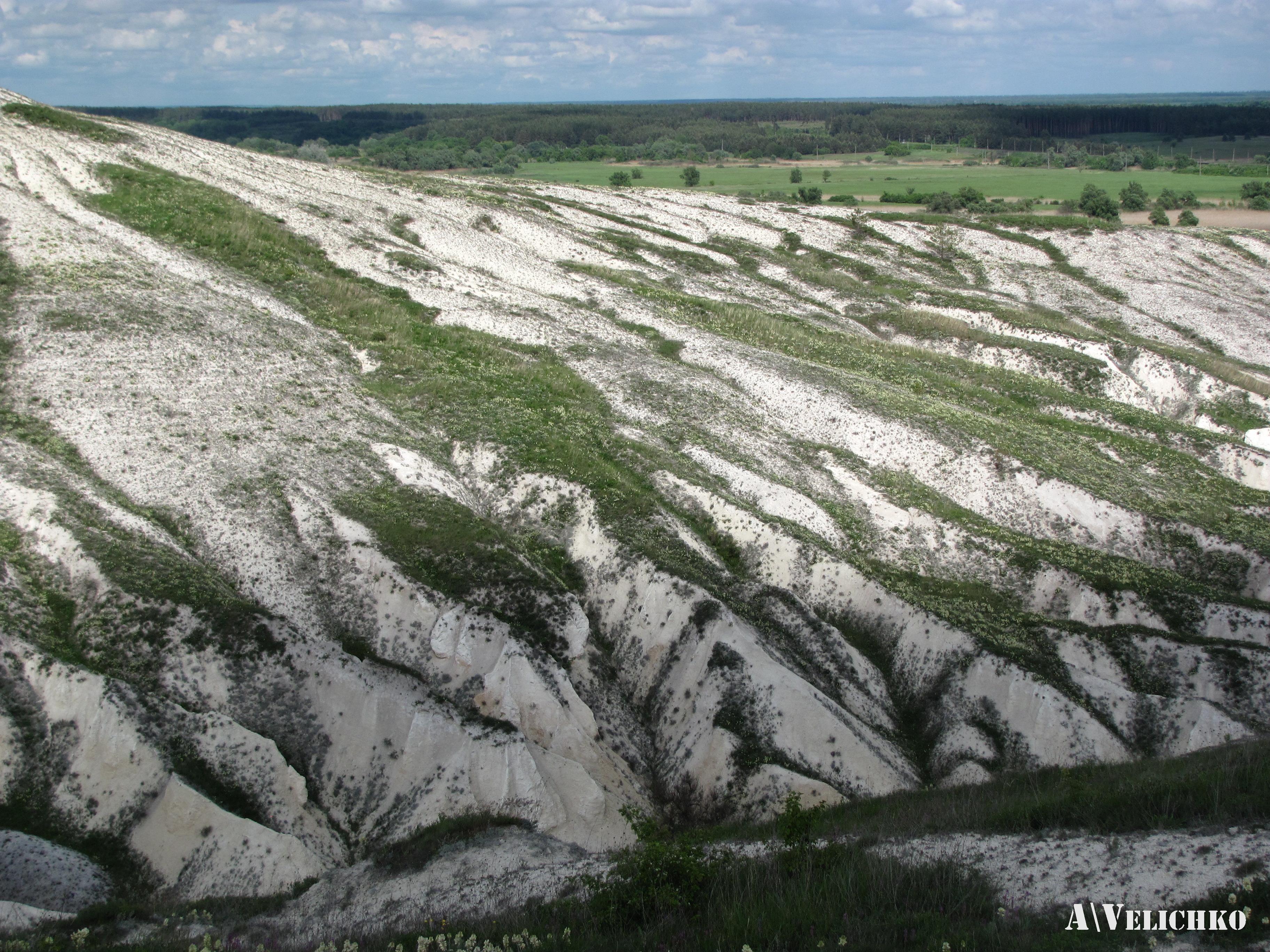
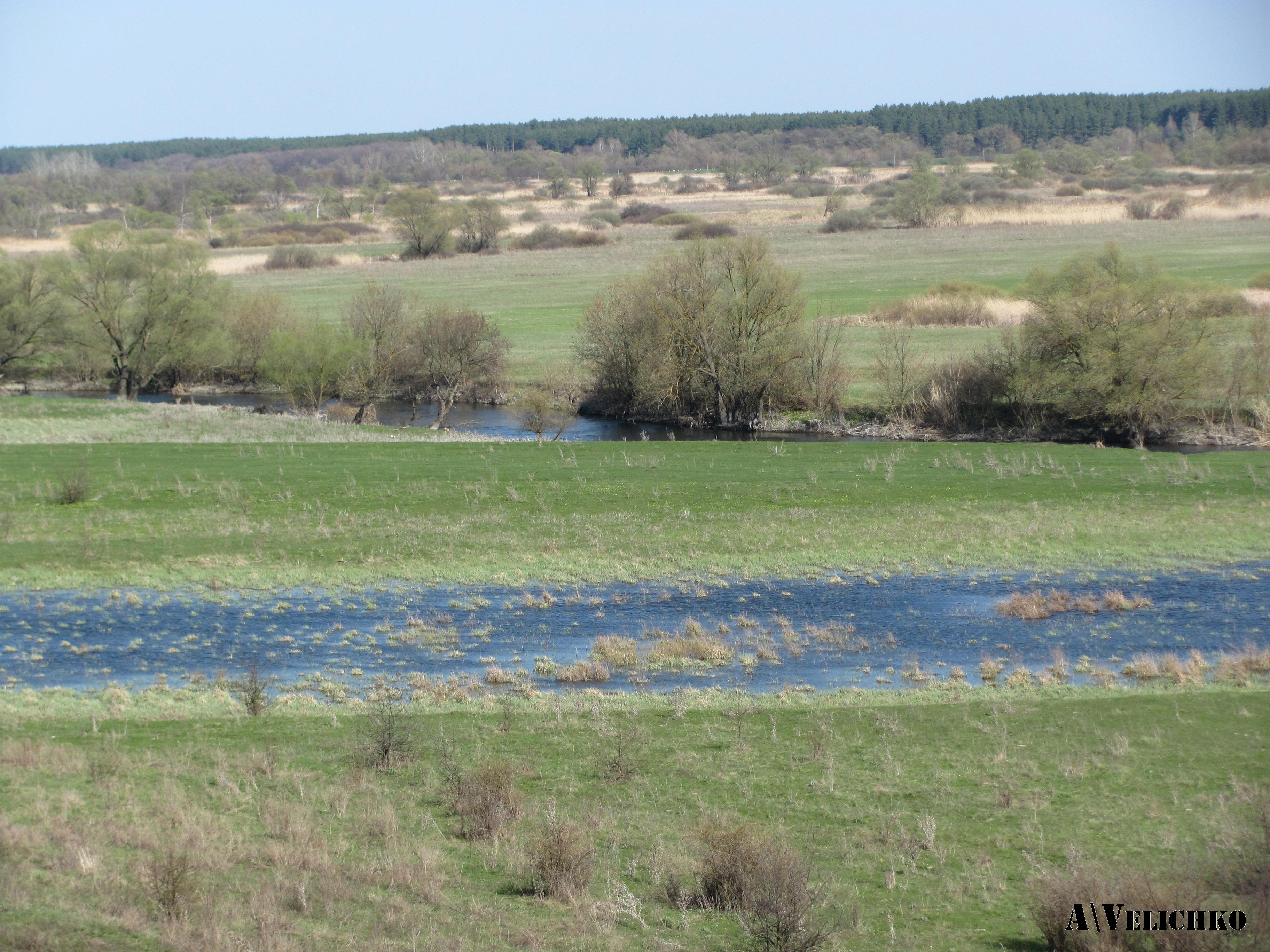
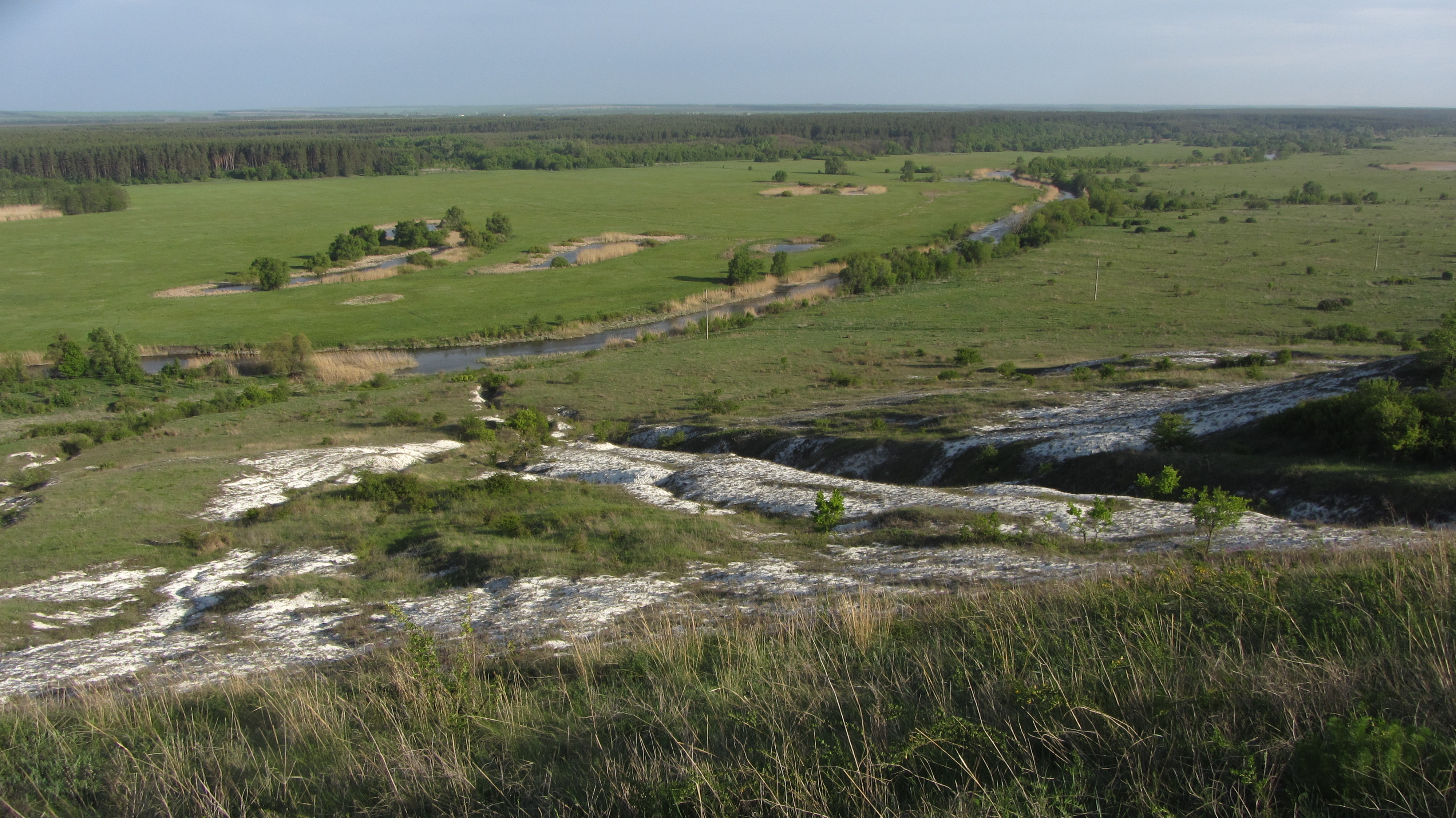
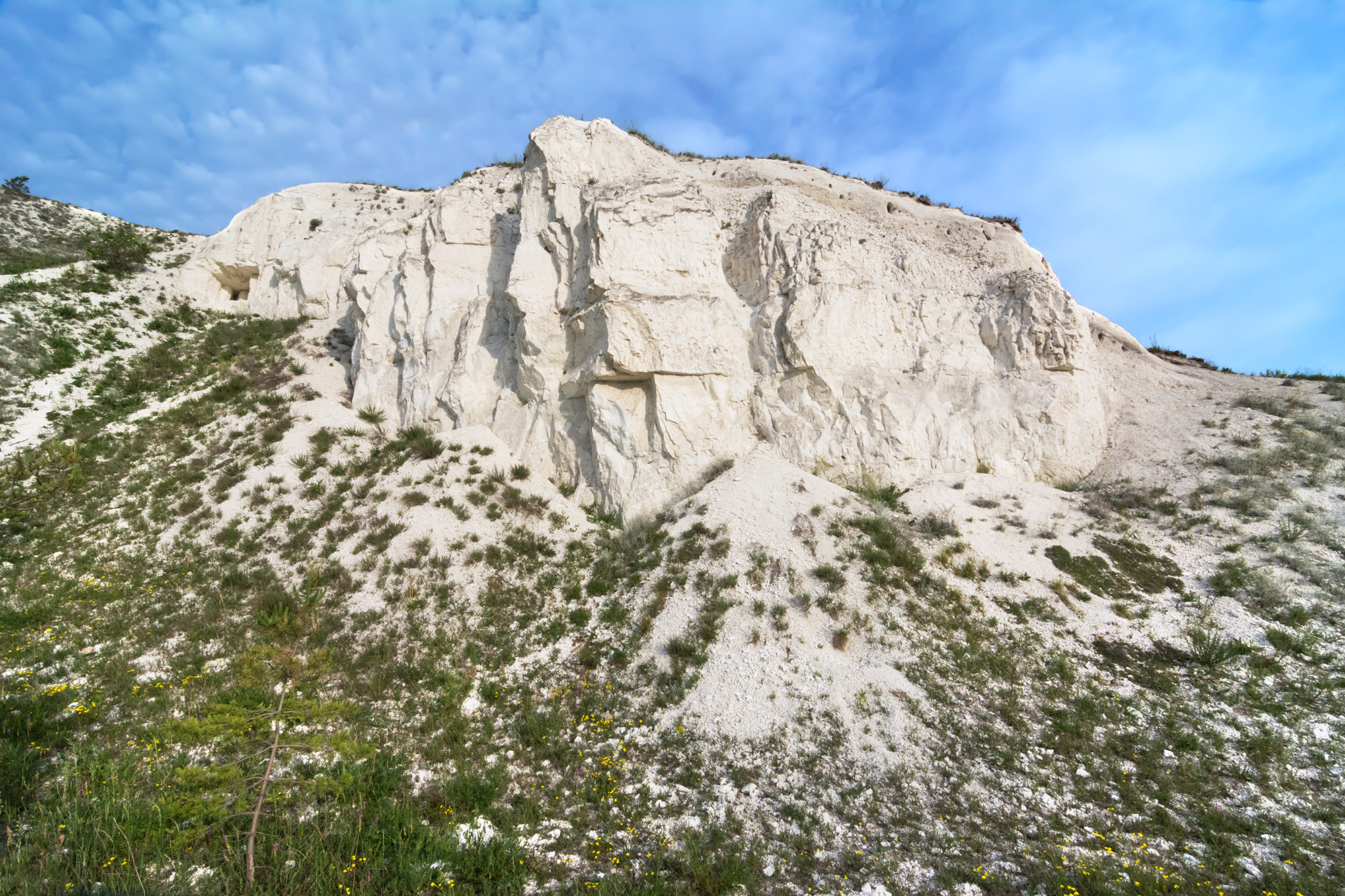
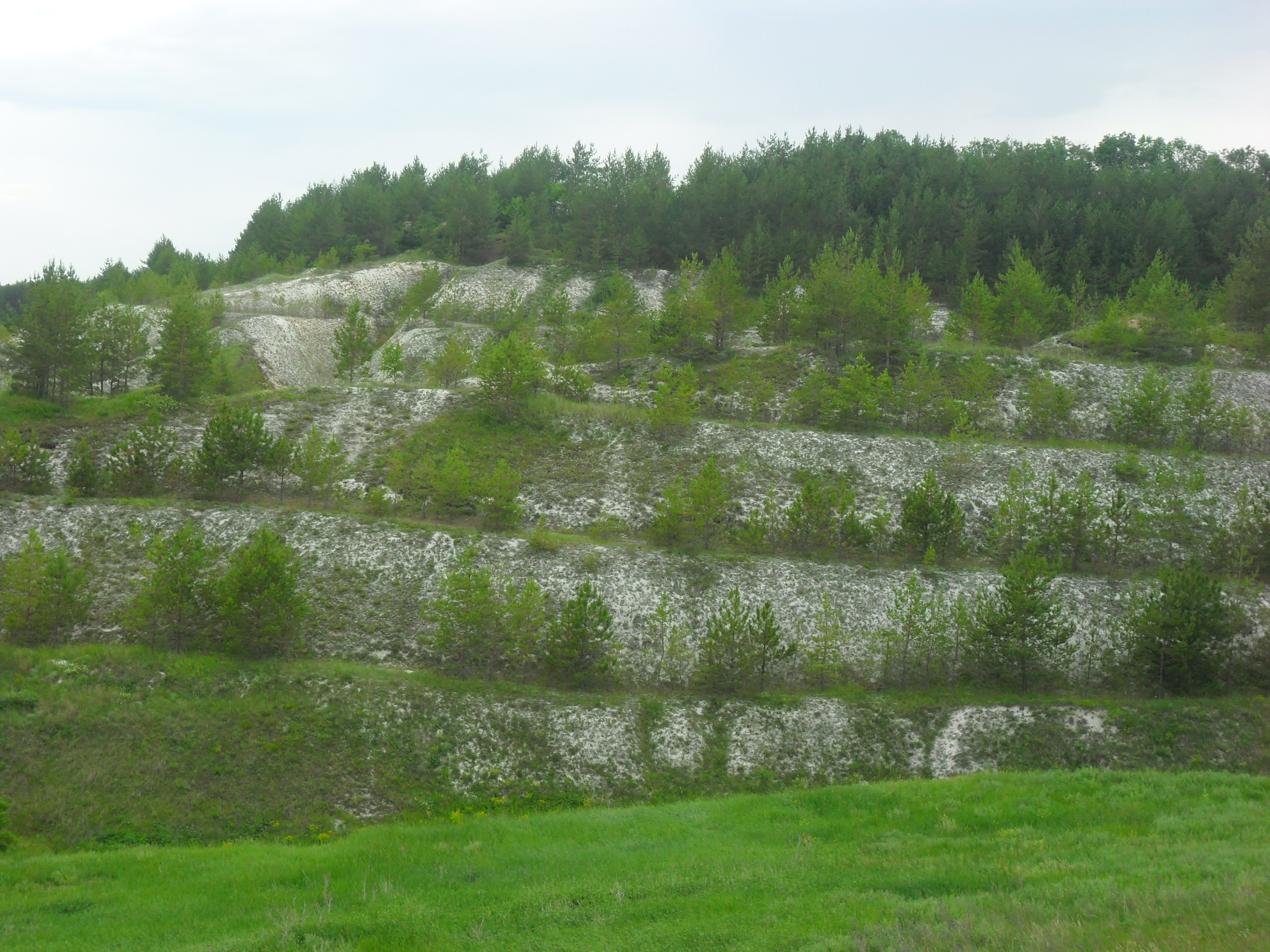
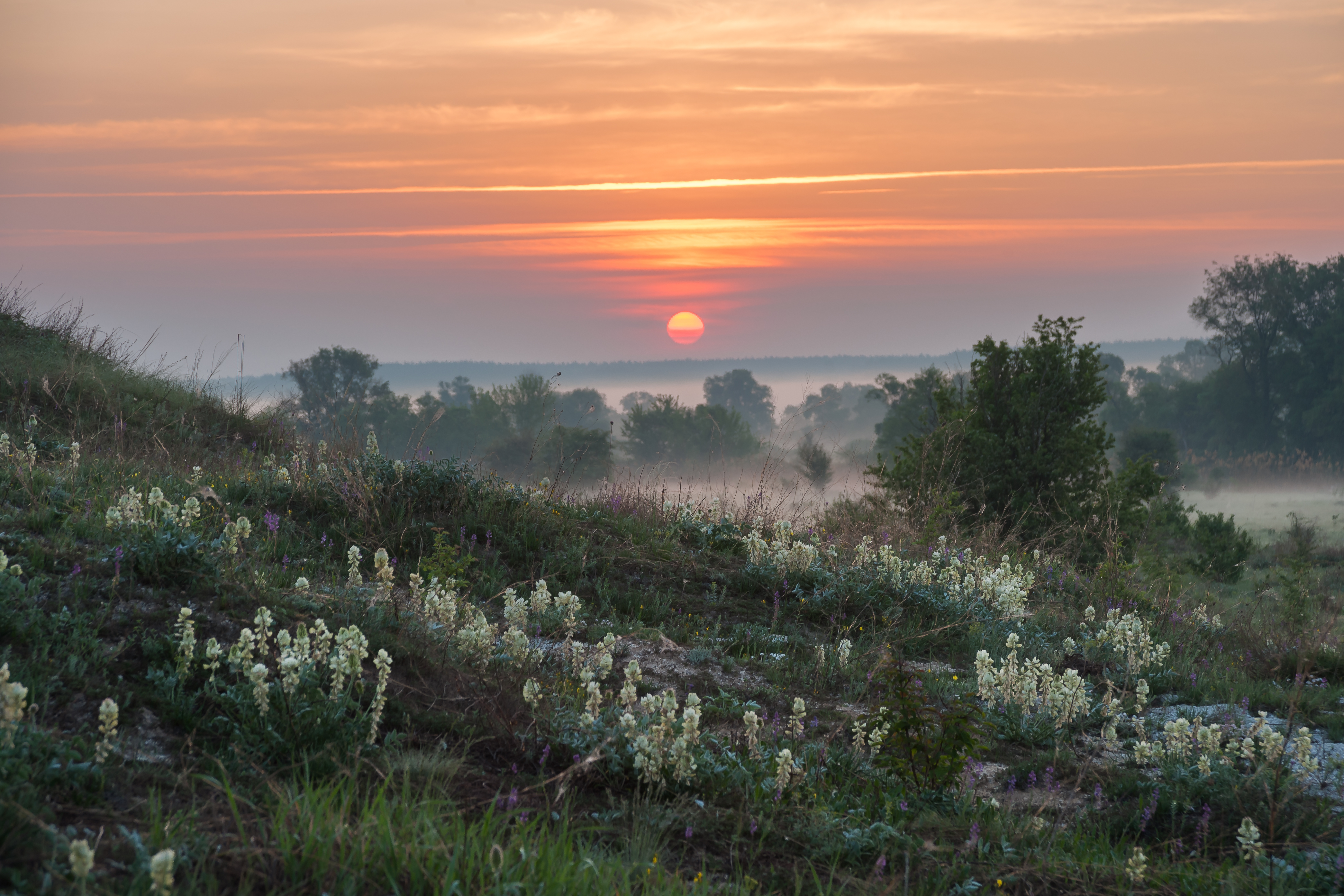
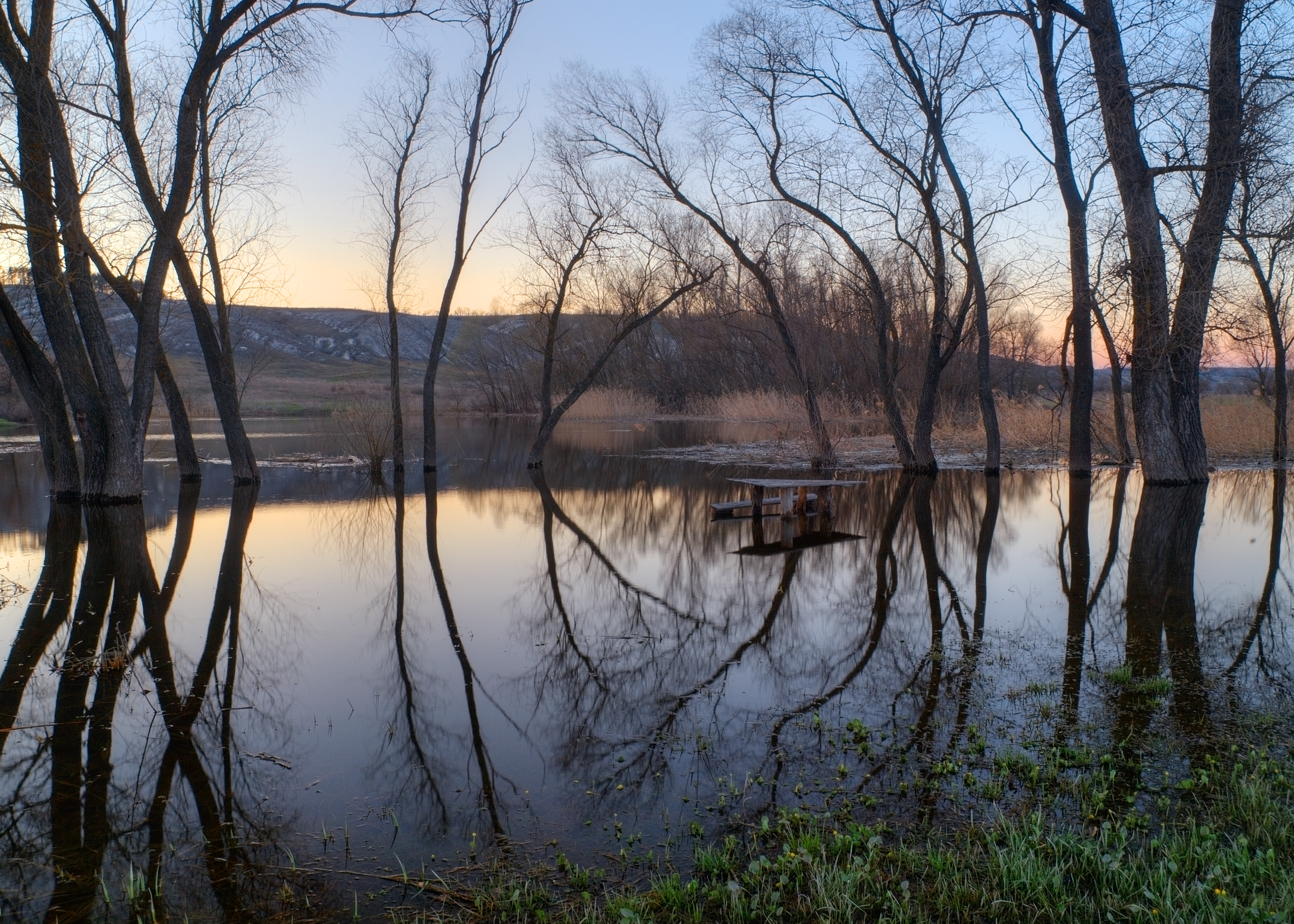
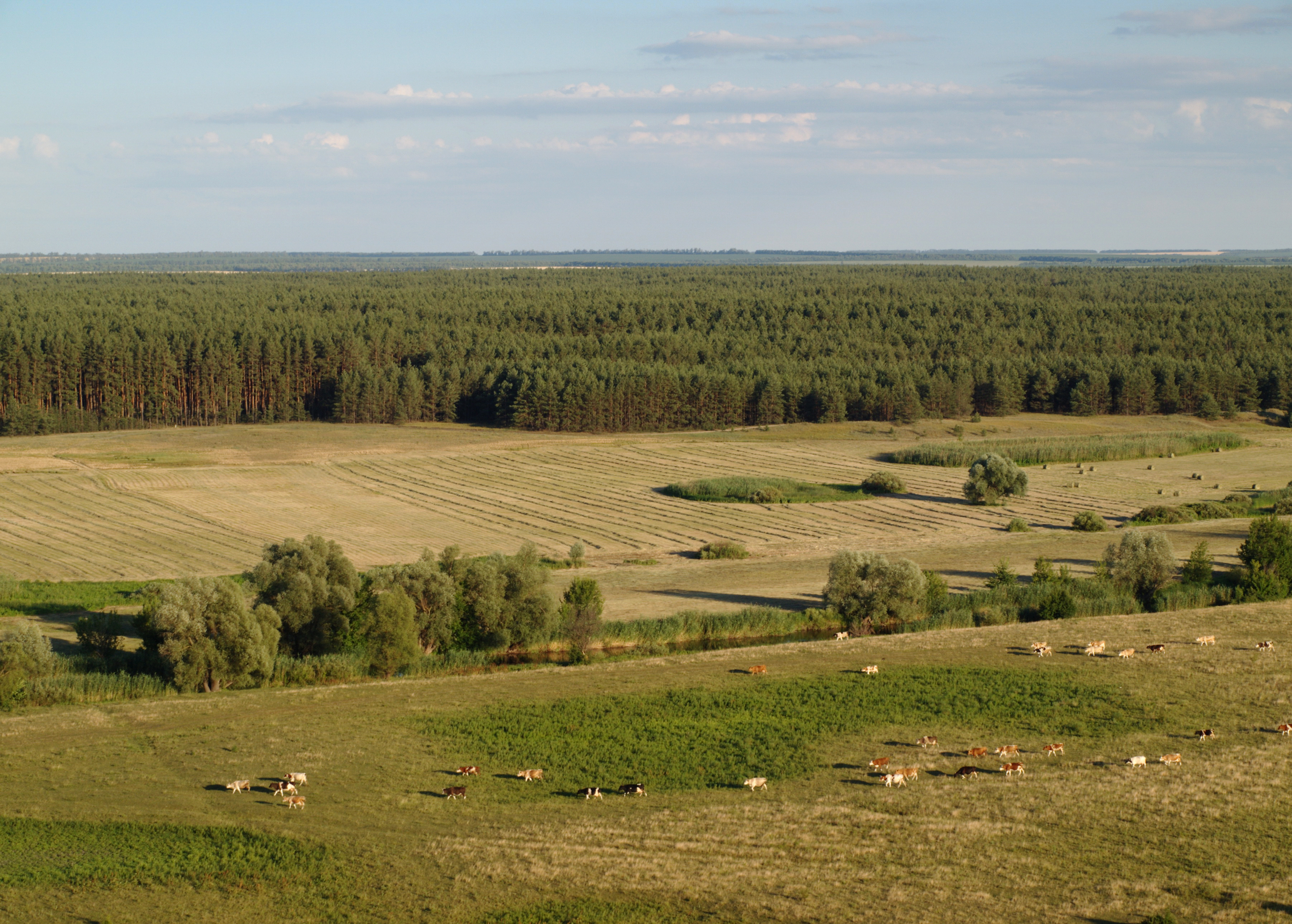
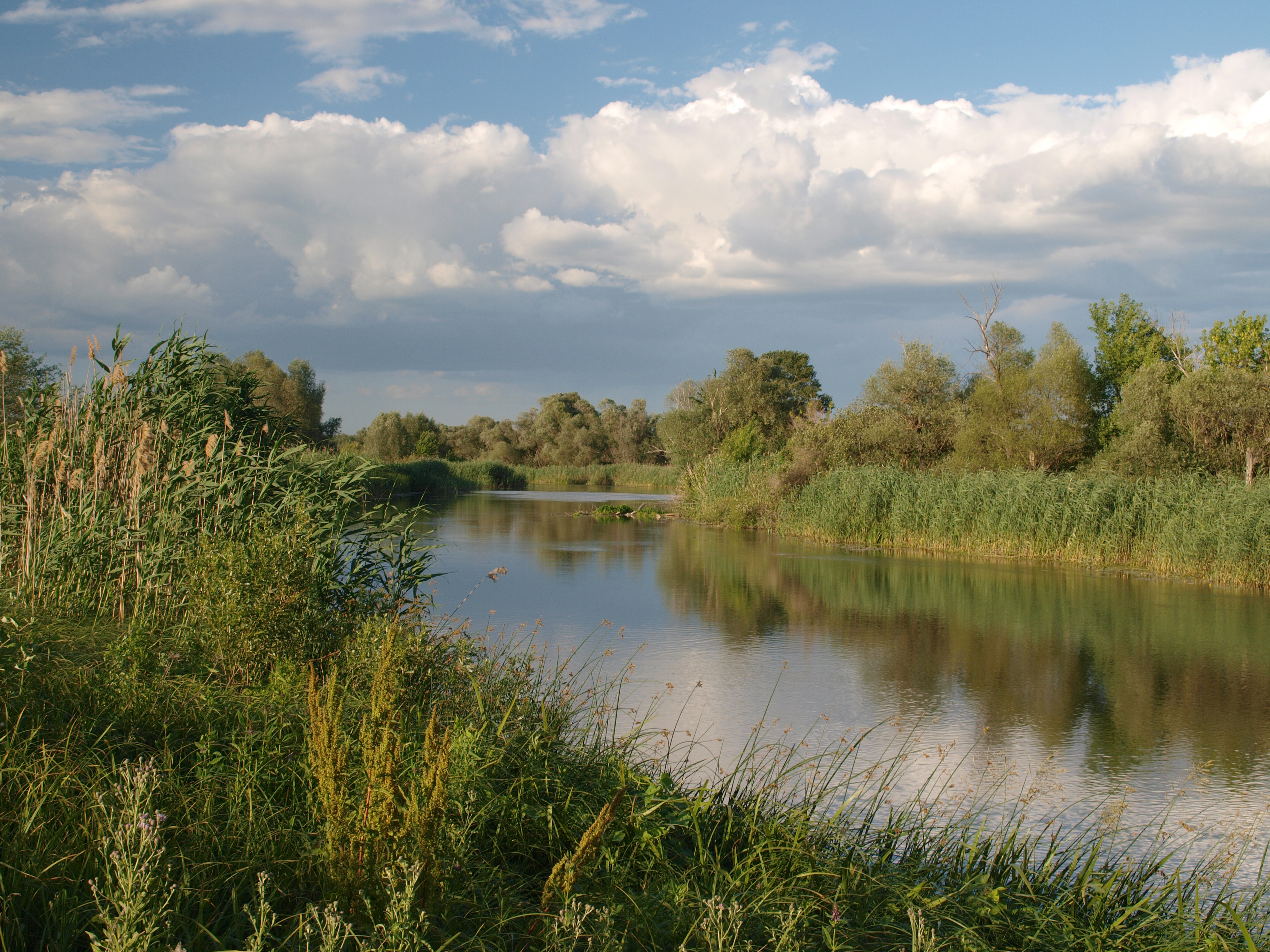
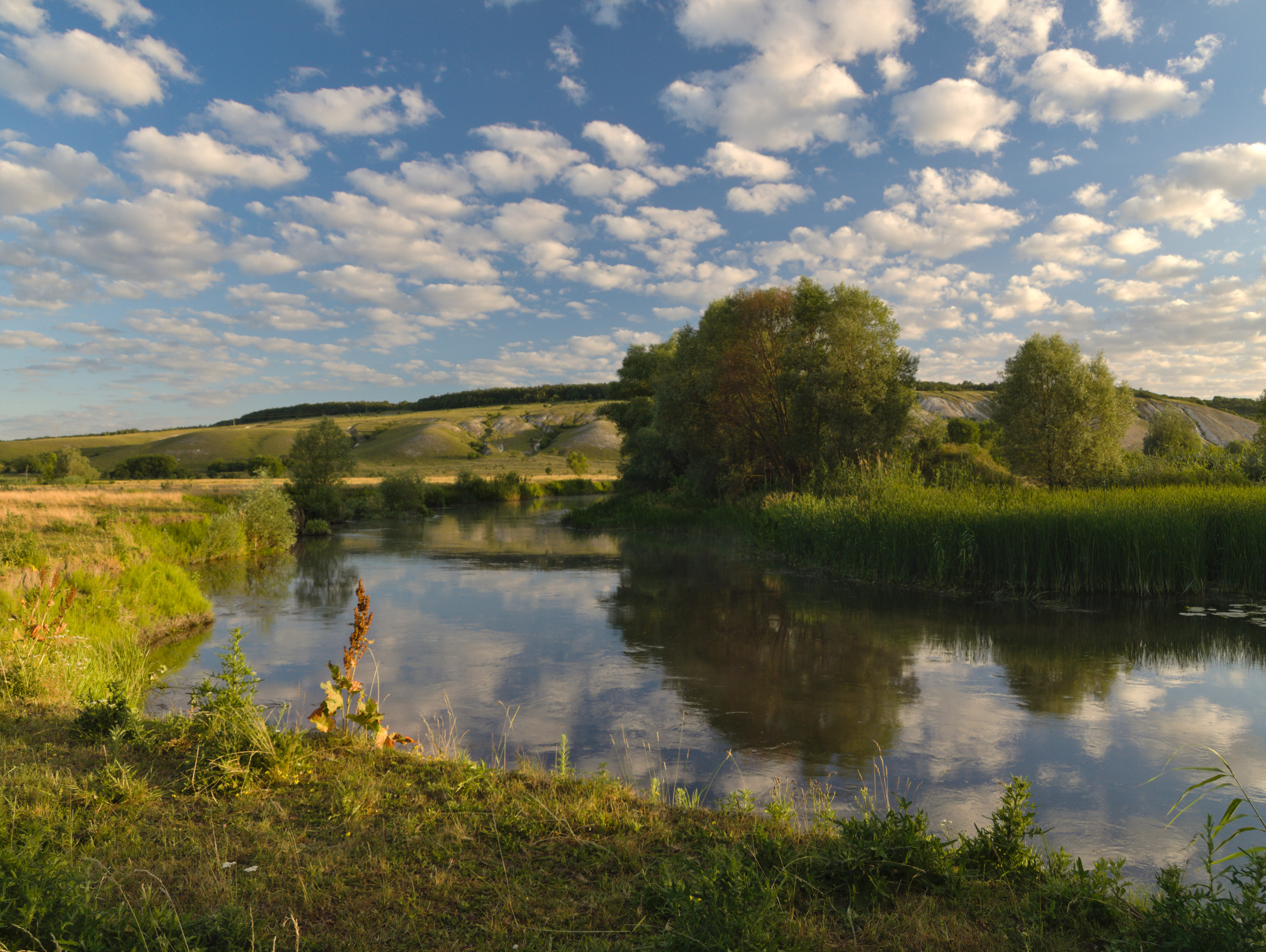